# رشيد ناتوري
رشيد ناتوري (26 فبراير 1946 - 13 مايو 2017)  كان لاعب كرة قدم جزائري محترف لعب كجناح أيمن.

## تتويجات
تروا
- وصيف الدوري الفرنسي : 1973

الجزائر
- 5 مباريات دولية وهدف واحد

## روابط خارجية
- رشيد ناتوري على موقع قاعدة بيانات كرة القدم.إي يو (الإنجليزية)
- رشيد ناتوري على موقع ناشيونال فوتبول تيمز (الإنجليزية)
- رشيد ناتوري على موقع عالم كرة القدم.نت (الإنجليزية)